# No Jive
No Jive je studiové album skotské rockové skupiny Nazareth, vydané v listopadu roku 1991 u Griffin Records.

## Seznam skladeb
1. "Hire And Fire" 5:10
2. "Do You Wanna Play House" 5:01
3. "Right Between The Eyes" 3:06
4. "Every Time It Rains" 4:14
5. "Keeping Our Love Alive" 3:18
6. "Thinkin' Man's Nightmare" 4:01
7. "Cover Your Heart" 4:32
8. "Lap Of Luxury" 3:55
9. "The Rowan Tree/Tell Me That You Love Me" 4:39
10. "Cry Wolf" 4:25

## Hudebníci
- Dan McCafferty – zpěv
- Billy Rankin – kytara
- Pete Agnew – baskytara
- Darrell Sweet – bicí, perkuse